# ثقبة بيضوية (القلب)
الثقبة البيضوية (بالإنجليزية: Foramen ovale)‏ هو ثقب طبيعي في الجدار بين الأذينين في قلب الجنين، ويسمح بانتقال معظم الدم الصاعد من الوريد الأجوف السفلي عابراً الأذين الأيمن إلى الأذين الأيسر، وهي إحدى التحويلات الجنينية بالإضافة إلى القناة الشريانية التي توجد في الجنين، وتغلق هذه الثقبة عند الولادة مباشرة في معظم الولادات.

## تطور الثقبة البيضوية
في نهاية الأسبوع الرابع للجنين، ينمو عُرف منجلي الشكل من أساس الأذين إلى داخل تجويف الأذين، ويكوّن الحاجز الأولي، الذي يقوم بقفل كامل في التجويف.

تبدأ بعد ذلك عملية موت خلوي للخلايا في الجزء العلوي من الحاجز الأولي مما يؤدي إلى تكوين الحاجز الثانوي وذلك بعد نمو وتمدد القلب ويتكوّن بين الحاجزين الفوهة الثانوية التي تسمح للدم بالانتقال من الأذين الأيمن إلى الأذين الأيسر.
تسمى الفوهة الثانوية بعد ذلك بالثقبة البيضوية، وتغلق هذه الثقبة بعد الولادة مباشرة حيث يندفع الحاجز الأولي باتجاه الحاجز الثانوي ويغلق الثقب.

## وظيفة الثقبة البيضوية
وظيفة الثقبة البيضوية تقتصر على مرحلة الجنين حيث تقوم بالسماح للدم القادم من الوريد الأجوف السفلي الذي يدخل الأذين الأيمن ومباشرة عبر الثقب إلى الأذين الأيسر، وحيث يكون نسبة الأكسجين عالية في هذا الدم، فإنه ينتقل مباشرة إلى البطين الأيسر، ويُضخ عبر الأبهر لتزويد القلب، والدماغ بالأكسجين.

## الإقفال عند الولادة

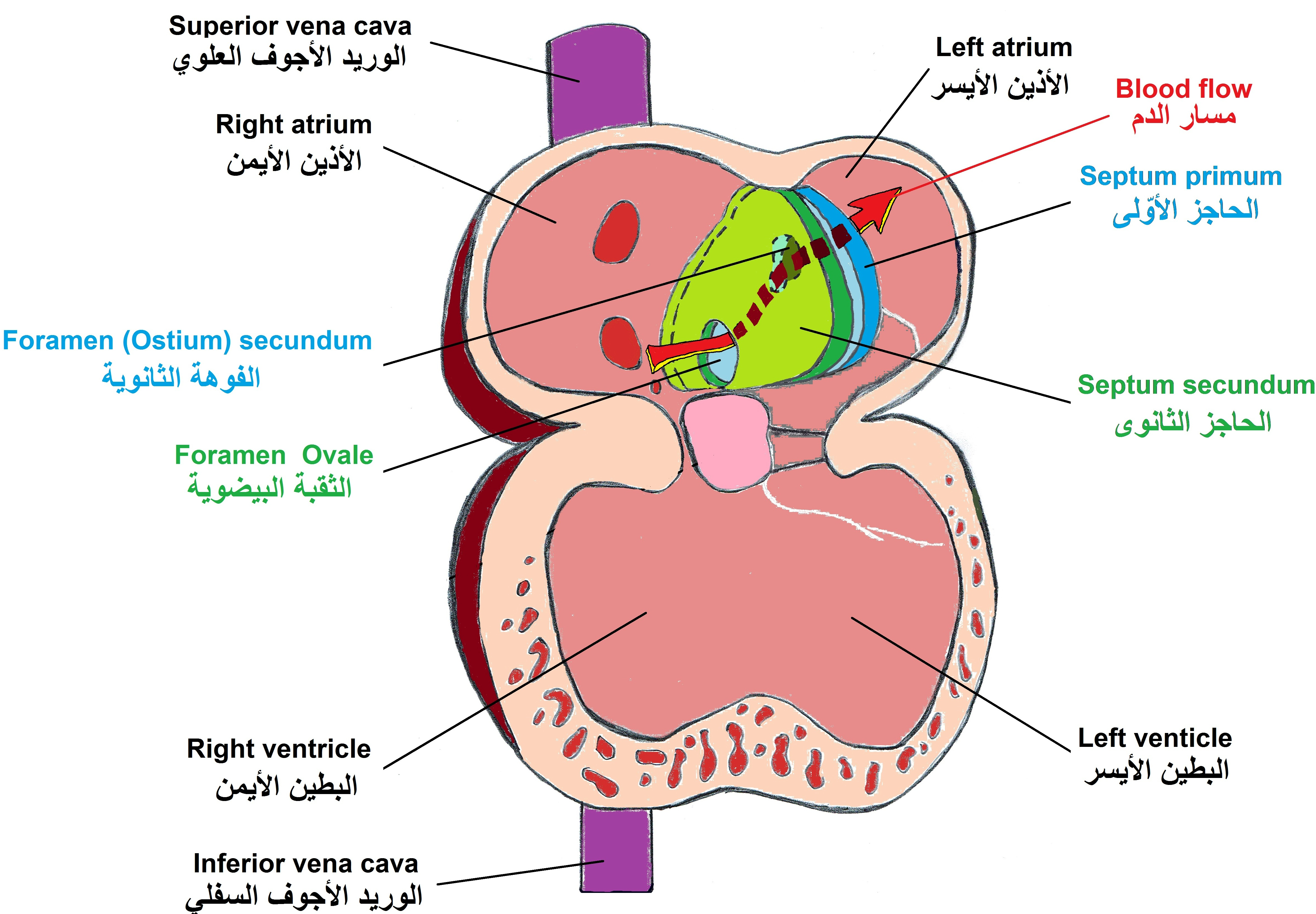
قلب جنين في عمر 43 يوما يوضح مسار الدم بين الحاجز الأولى والحاجز الثانوى.

تقفل الثقبة البيضوية عند الولادة مباشرة بسبب زيادة الضغط في الأذين الأيسر نسبة لبدء عمل الرئة وزيادة الدم الراجع إلى الأذين الأيسر، بالإضافة إلى انخفاض الضغط في الأذين الأيمن حيث يسبب الضغط اندفاع الحاجز الأولي باتجاه الحاجز الثانوي.
خلال اليوم الأول بعد الولادة تبقى الثقبة قابلة لإعادة الفتح، ويظهر ذلك جلياً في حالات صراخ حديثي الولادة الشديد، الذي يؤدي إلى حدوث الزراق، وتغلق الثقبة نهائياً ابتداءً من عدة أشهر حتى نهاية السنة الأولى من عمر الطفل حيث تلتصق الحواجز مع بعضها مكونة الفجوة البيضوية.

## حالات سريرية
في بعض الحالات، تبقى الثقبة البيضوية مفتوحة، وهي واحدة من الأمراض الخلقية القلبية الزرقية وتسمى استدامة الثقب البيضاوي القلبي.